# Jiří Feureisl
Jiří Feureisl   (Strašice, 3 d'octubre de 1931 - 12 de maig de 2021) fou un futbolista txec de la dècada de 1950.
Fou 11 cops internacional amb la selecció de futbol de Txecoslovàquia amb la qual participà a la copa del Món de futbol de 1958.
Pel que fa a clubs, destacà a 1. FC Karlovy Vary.